# یسایی آلتونیان
یسایی آلتونیان (ارمنی: Եսայի Ալթունյան؛ فرانسوی: Essaï Altounian‎؛ زاده ۵ نوامبر ۱۹۸۰) خواننده ارمنستانی-فرانسوی است. وی عضو گروه جنلوجی است. آلتونیان در تاریخ ۲۸ آوریل ۲۰۱۵ به همراه دیگر اعضای خارجی گروه جنلوجی، وی نیز گذرنامه ارمنستان از رئیس‌جمهور سرژ سرکیسیان دریافت نمود.